# マニトバ州

マニトバ州
Manitoba

| マニトバ州の旗 | マニトバ州の州章 |
| -------------- | ---------------- |
| （州旗）       | （州章）         |

モットー: ラテン語："Gloriosus et Liber"
（英語：Glorious and free）

| 基本データ                                 |                                                                  |
| 州花                                       | プレーリークロッカス （Prairie Crocus）                          |
| 州木                                       | ホワイトスプルース （White Spruce）                              |
| 州鳥                                       | カラフトフクロウ                                                 |
| 州都                                       | ウィニペグ                                                       |
| 最大の都市                                 | ウィニペグ                                                       |
| 州の公用語                                 | 英語（仏語は完全な公用語ではないが広く行政機関で使用されている） |
| 面積 - 総計 - 陸地 - 水域（割合） 最高標高 | （国内第8位） 647,797 km² 553,556 km² 94,241 km² (14.5%) 832 m   |
| 人口（2021年） - 総計 - 人口密度           | （国内第5位） 1,342,153[1] 人 2.1 人/km²                         |
| GDP（2015年） - 州合計 - 1人当たり         | （国内第6位） 658億6,200万[2]カナダドル 5万820カナダドル         |
| 連邦政府加入 - 順番 - 加入年月日           | 5番目 1870年7月15日                                              |
| 時間帯                                     | 中部標準時（CST、UTC-6） 中部夏時間（CDT、UTC-5）                |
| 郵便コード 郵便番号 ISO 3166-2:CA          | MB R CA-MB                                                       |
| 公式サイト                                 | www.gov.mb.ca                                                    |
| 行政                                       |                                                                  |
| 副総督                                     | アニタ・ネヴィル （Anita Neville）                               |
| 州首相                                     | ワーブ・キヌー （Wab Kinew）マニトバ新民主党                     |
| カナダ議会 -下院議席数 -上院議席数         | 14 6                                                             |

マニトバ州（マニトバしゅう、英: Manitoba [ˌmænɨˈtoʊbə] ( 音声ファイル)）は、カナダの州の1つ。
西はサスカチュワン州、東はオンタリオ州、北はヌナブト準州と接し、南は国境を隔ててアメリカ合衆国のミネソタ州、ノースダコタ州と接する。北東部はハドソン湾に面する。カナダのプレーリー3州の一つ。
州都でありかつ最大都市のウィニペグに、人口の半数以上が集中している。
| 母語話者（マニトバ州） 2006年 | 母語話者（マニトバ州） 2006年 | 母語話者（マニトバ州） 2006年 | 母語話者（マニトバ州） 2006年 | 母語話者（マニトバ州） 2006年 |
| ----------------------------- | ----------------------------- | ----------------------------- | ----------------------------- | ----------------------------- |
|                               |                               |                               |                               |                               |
| 英語                          | 英語                          |                               | 75.0%                         | 75.0%                         |
| ドイツ語                      | ドイツ語                      |                               | 6.0%                          | 6.0%                          |
| フランス語                    | フランス語                    |                               | 3.9%                          | 3.9%                          |
| アルゴンキン語族              | アルゴンキン語族              |                               | 3.0%                          | 3.0%                          |
| タガログ語                    | タガログ語                    |                               | 2.0%                          | 2.0%                          |
| ウクライナ語                  | ウクライナ語                  |                               | 2.0%                          | 2.0%                          |

| 人種構成（マニトバ州） 2016年 | 人種構成（マニトバ州） 2016年 | 人種構成（マニトバ州） 2016年 | 人種構成（マニトバ州） 2016年 | 人種構成（マニトバ州） 2016年 |
| ----------------------------- | ----------------------------- | ----------------------------- | ----------------------------- | ----------------------------- |
|                               |                               |                               |                               |                               |
| 白人                          | 白人                          |                               | 64.5%                         | 64.5%                         |
| 非白人系移民                  | 非白人系移民                  |                               | 17.5%                         | 17.5%                         |
| ファースト・ネーション        | ファースト・ネーション        |                               | 10.5%                         | 10.5%                         |
| メティ                        | メティ                        |                               | 7.2%                          | 7.2%                          |
| その他の先住民                | その他の先住民                |                               | 0.3%                          | 0.3%                          |

## 歴史
マニトバは欧州人が移住するまでは、オジブワ族、アシニボイン（Assiniboine）族などの先住民族の住む地域であった。
17世紀よりイギリス人およびフランス人が探索し始めた。北米大陸での英仏戦争（「7年戦争」とも呼ばれる）の結果、イギリスが1763年のパリ条約によりこの地域を獲得し、「ハドソン湾会社」の広大な私有地、ルパート・ランドとなった。レッドリバー植民地の建設などイギリス人の植民が進んだ結果、メティとの衝突が生じ、また毛皮交易をめぐるハドソン湾会社と北西会社の争いなどもからみ、1816年にはセブン・オークスの戦いが発生した。
ルイ・リエルに率いられたメティにより1869年に設立された臨時政府が元となり、カナダ連邦政府との交渉の結果、1870年にカナダ自治領（Dominion of Canada）に加入。この当時は現在の1/18の面積であったが、ノースウェスト準州の土地を吸収する形で拡大し1912年に現在の大きさとなった。

## 地理
「カナダのへそ」とも呼ばれ、広大なプレーリーが広がっている。辺り一帯が平地であり、360度見回しても山をひとつも見ることができない。州内の最高地点はウィニペゴシス湖西側のボールディー山で、832mである。
河川は北からシール川、チャーチル川、ネルソン川、ヘイズ川などがある。州南部にまとまってある3つの大きな湖、ウィニペグ湖、ウィニペゴシス湖、マニトバ湖や、シーダー湖、アイランド湖、ゴッズ湖、クロス湖、サザンインディアン湖など、多くの湖がある。チャーチル川・ネルソン川は最終的に北東部のハドソン湾へ注ぐ。

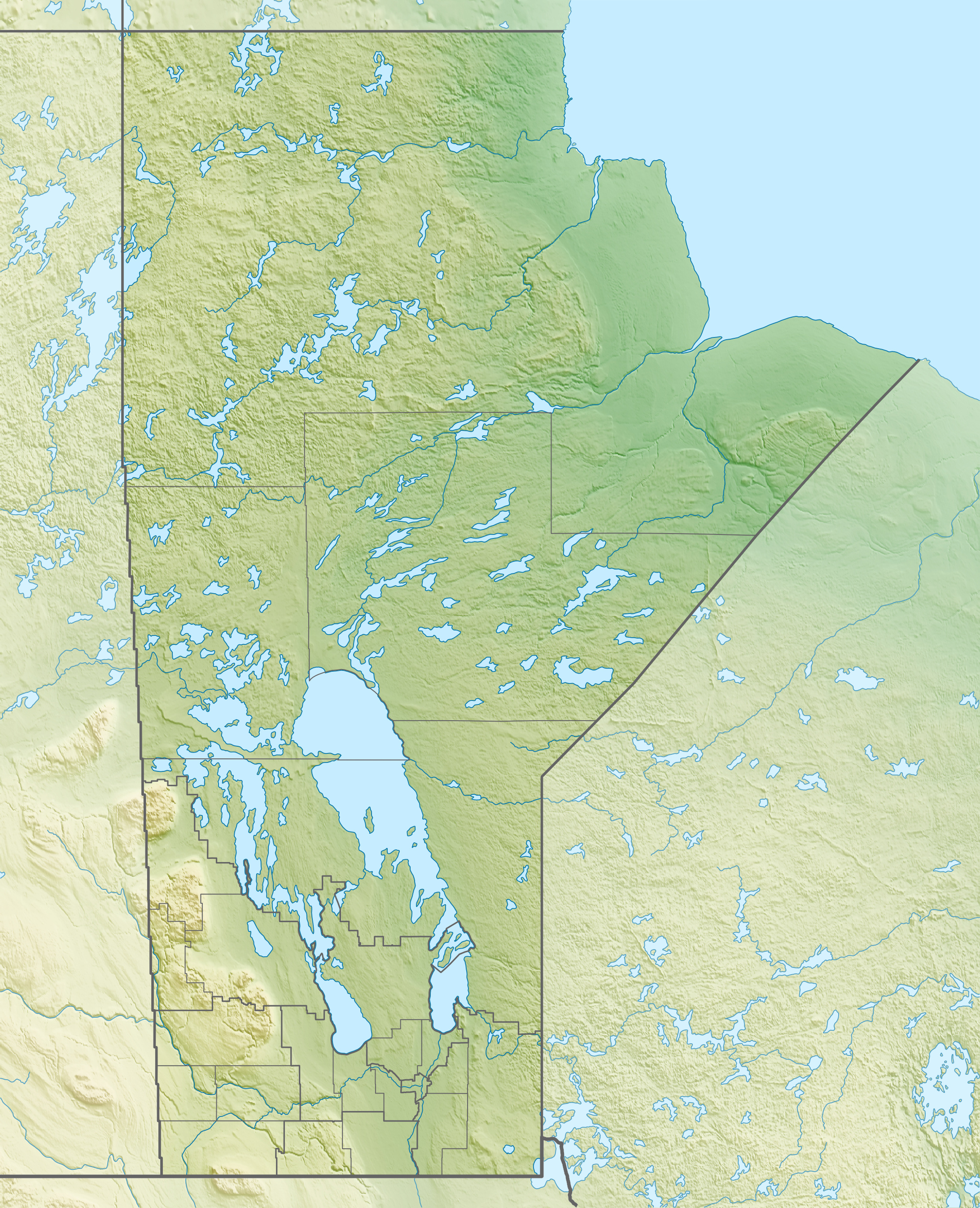
地形図

### 人口動態・言語
2011年の国勢調査によると人口は1,208,268人。そのうち、730,018人と半数以上がウィニペグ都市圏に集中している。州民の内、ウクライナ人を祖先に持つものが14.7%を占め、おなじカナダのアルバータ州と共に北米でのウクライナ人の拠点となっている。フランス人の入植者も多かったことから、州南部を中心にフランス系も多く148,370人を数える。
また、2011年国勢調査による人種別統計では69.8%が白人、13.0%が非白人でそのうちフィリピン人が最も多く、59,220人となり州全体の5.0%を占める。先住民が17.0%を占め、これはカナダの州のなかでは最大であり、州の民族のなかでは最も人口増加率が高い。
2006年国勢調査によると、州民の母語は英語が75.0%、6.0%がドイツ語、フランス語が3.9%、3.0%が先住民のアルゴンキン語族となっている。フランス語は公用語には制定されていないものの、フランス系の多い南部の一部地域を中心に使われ、教育や行政サービスなどで使われている。歴史的にウィニペグのサン・ボニファス地区がフランス語系文化の拠点となっている。

### 気候
北アメリカ大陸の中央という立地条件のため、極端な気候を有する。例えばウィニペグでは、「夏は暑く（最高気温38℃）、冬は寒い（体感最低気温－55℃）」という極端な気候である。一般的に、気温と降水量は南から北に向かって低減し、同時に降水量は東から西にむかって低減する。トンプソンを含む北部は亜寒帯気候、ドーフィンを含む中部は大陸性気候、ブランドンを含む南西部はステップ気候、ウィニペグを含むその他の南部は湿潤大陸性気候に分類される。また、晴天日の多い州であり、年間晴天時間はカナダの全州の中で最も多い。

## 経済
マニトバ州の経済は、農業、観光業、エネルギー産業、石油産業、鉱業、林業等に大きく依存している。中でも農業は州経済の中心を担っており、マニトバ州はカナダ全農地の約12%を占める。

## 主要都市
マニトバ州の地方行政区を参照のこと。

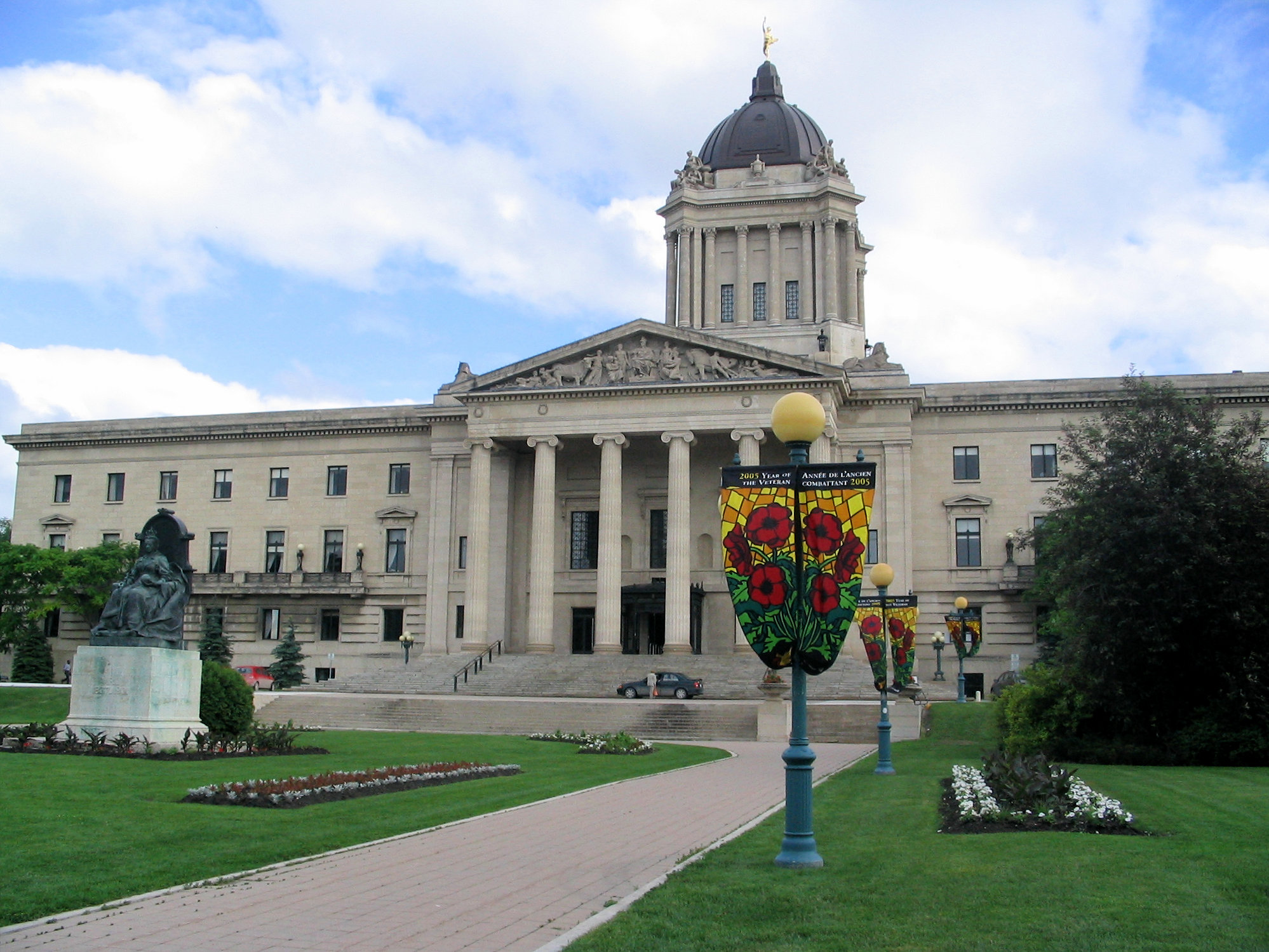
マニトバ州議会議事堂

- ウィニペグ（Winnipeg） - 人口663,617人
- ブランドン (Brandon) - 人口46,061人
- スタインバック (Steinbach) - 人口13,524人
- ポーティッジ・ラ・プレーリー (Portage la Prairie) - 人口12,996人
- トンプソン (Thompson) - 人口12,829人
- チャーチル（Churchill） - 人口813人
- ヨークファクトリー

※人口はいずれも2011年時点のもの

## 教育

### 大学
- マニトバ大学（University of Manitoba）
- ウィニペグ大学（University of Winnipeg）
- ブランドン大学（University of Brandon）

## スポーツチーム
- カナディアンフットボール - ウィニペグ・ブルーボマーズ（Winnipeg Blue Bombers）（CFL）
- NHL - ウィニペグ・ジェッツ
- ノーザンリーグ（野球） - ウィニペグ・ゴールドアイズ

## 交通
鉄道

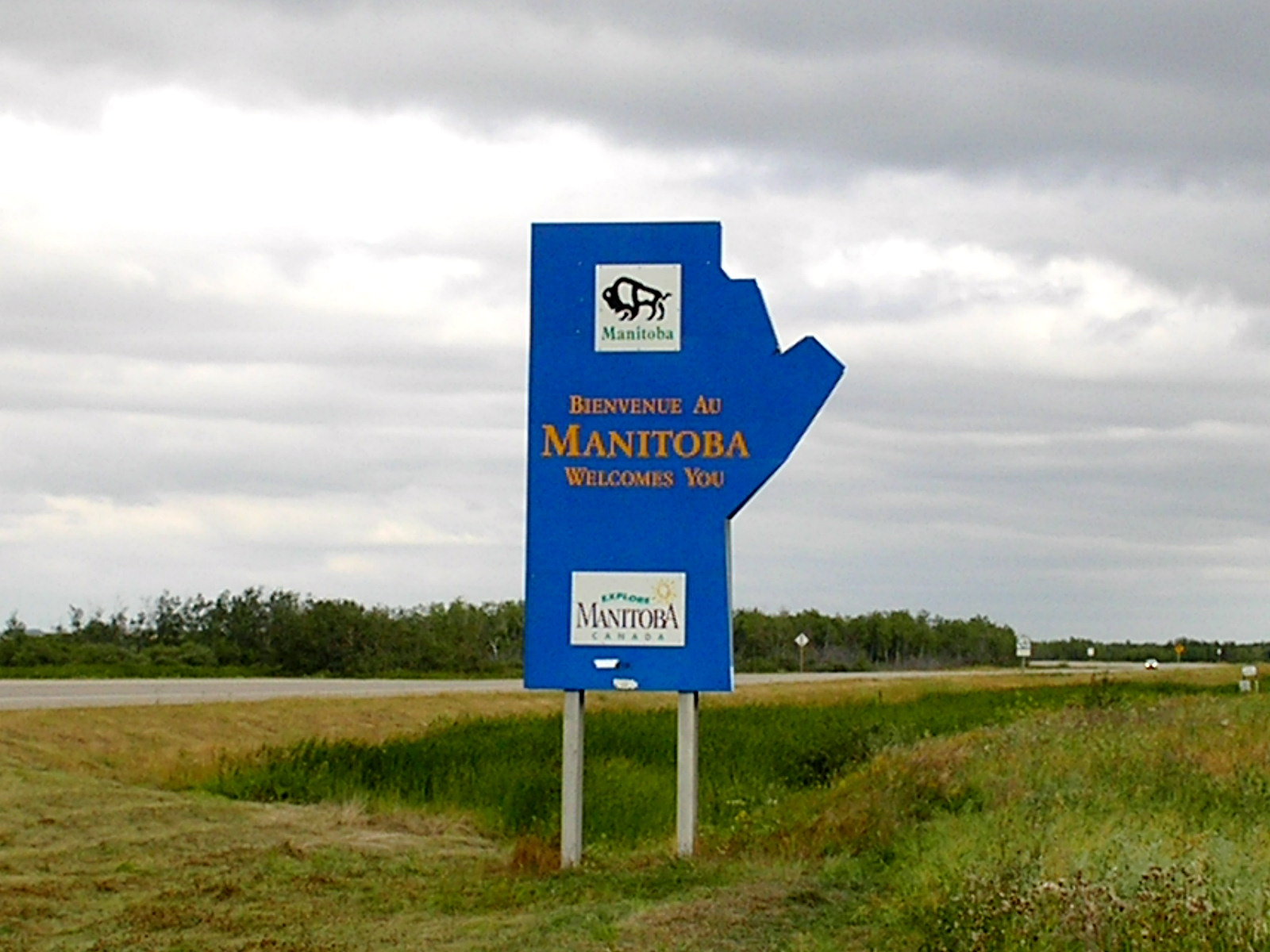
サスカチュワン州からイエローヘッド・ハイウェイでマニトバ州に入る州境にある看板。

- カナダ太平洋鉄道（CPR、Canadian Pacific Railway） - ウィニペグに駅があり、カナダ東部および西部、そしてアメリカと結ばれている
- カナディアン・ナショナル鉄道（CN、Canadian National Railway） - ウィニペグに駅があり、カナダ東部および西部、そしてアメリカと結ばれている
- VIA鉄道（VIA Rail） - ウィニペグに駅があり、カナダ東部、西部、チャーチルと結ばれている
- ハドソン湾鉄道 - チャーチルと州内の地域を結んでいる

州内の空港
- ウィニペグ国際空港（Winnipeg International Airport、IATA空港コード：YWG）

港
- チャーチル港 - チャーチルにある、カナダで唯一の北極海につながる主要な港